# Красный Остров (Новосибирская область)
Кра́сный О́стров — село в Баганском районе Новосибирской области. Входит в состав Палецкого сельсовета.

## География
Площадь села — 19 гектар.

## Население
| 1976 | 1995 | 2002 | 2007 | 2010 |
| ---- | ---- | ---- | ---- | ---- |
| 142  | ↗156 | ↘148 | ↗153 | ↘118 |

## Инфраструктура
В селе по данным на 2006 год функционируют 1 учреждение здравоохранения, 1 образовательное учреждение.